# دسانتو آنزا
دسانتو آنزا (ایتالیایی: Santo Anzà؛ زادهٔ ۱۷ نوامبر ۱۹۸۰) دوچرخه‌سوار اهل ایتالیا است.